# تکثیر هم‌دمای متصل به حلقه
تکثیر هم‌دمای متصل به حلقه یا تکثیر ایزوترمال متصل به حلقه (به انگلیسی: (LAMP)(Loop-mediated isothermal amplification)، تکنیک تک‌لوله‌ای برای تکثیر DNA است. از این روش ممکن است در آینده به عنوان یک جایگزین کم‌هزینه برای تشخیص بیماری‌های خاص استفاده شود. همچنین این تکنیک ممکن است با رونویسی معکوس برای شناسایی RNA نیز ترکیب شود.

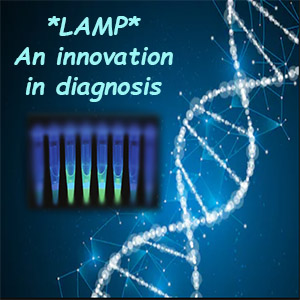

## روش
LAMP یک روش تکثیرکننده اسید نوکلئیک به صورت ایزوترمال است. برخلاف واکنش زنجیره ای پلیمراز (PCR) که به‌صورت مرحله‌ای و با تغییرات متناوب دما انجام می‌گیرد، تکثیر ایزوترمال در دمای ثابت انجام می‌شود و نیازی به ترموسایکلر نیست.
در روش LAMP، توالی هدف در دمای ثابت ۶۰–۶۵ درجه سانتی گراد با استفاده از دو یا سه مجموعه پرایمر (آغازگر) و یک آنزیم پلیمراز که علاوه بر فعالیت رونویسی، فعالیت جابجایی رشته بالایی نیز دارد، تکثیر می‌شود. به‌طور معمول، ۴ آغازگر متفاوت برای شناسایی ۶ ناحیه متمایز در ژن هدف مورد استفاده قرار می‌گیرد، که به شدت به اختصاصیت روش می‌افزاید. یک جفت «آغازگر حلقه ای» اضافی نیز می‌تواند واکنش را بیشتر تسریع کند. با توجه به ماهیت خاص عملکرد این آغازگرها، مقدار DNA تولید شده در روش LAMP به‌طور قابل توجهی بالاتر از روش PCR است.
در این روش مقدار زیادی رسوب منیزیم پیروفسفات به عنوان محصول جانبی در محلول تولید و سبب ایجاد کدورت می‌شود. به همین دلیل برای شناسایی محصول تکثیر شده واکنش از روش فتومتری استفاده می‌شود.فتومتری باعث آسان‌تر شدن تجسم با چشم غیر مسلح به ویژه در واکنش‌های با حجم بالا می‌شود. این واکنش می‌تواند به صورت real time یا در لحظه با اندازه‌گیری کدورت یا با روش فلورسانس (با استفاده از رنگ‌های intercalating مثل SYTO9) نیز انجام شود. رنگ‌هایی مثلSYBR green می‌توانند برای ایجاد تغییر رنگی که با چشم غیرمسلح قابل مشاهده است و نیازی به تجهیزات گران‌قیمت ندارد، یا برای ایجاد پاسخی که با دقت بیشتری توسط تجهیزات اندازه‌گیری می‌شود، مورد استفاده قرار گیرند. مولکول‌های رنگ، DNA را جاگذاری یا به‌طور مستقیم برچسب گذاری می‌کنند و به نوبه خود می‌توانند با تعداد نسخه‌هایی که از ابتدا حضور دارند، همبستگی داشته باشند. از این رو روش LAMP می‌تواند کمی هم باشد. تشخیص درون لوله ای تکثیر DNA با استفاده از کلسین بارگذاری شده با منگنز ممکن می‌شود. طی واکنش سنتزDNA به صورتin vitro، کلسین واکنش فلورسانس را با ترکیب منگنز با پیروفسفات آغاز می‌کند.علاوه بر این تشخیص آمپلیکون‌های LAMP با چشم غیرمسلح به توانایی آن‌ها در ترکیب با ss- DNA متصل به طلا و در نتیجه جلوگیری از تغییر رنگ قرمز طبیعی به بنفش آبی بستگی دارد که در غیر این صورت با تجمع ناشی از نمک ذرات طلا صورت می‌گیرد؛ بنابراین روشLAMP ترکیب شده با شناسایی آمپلیکون‌ها به وسیله AuNP مزایای بیشتری نسبت به روش‌های قبلی دارد. این مزایا عبارتند از:کاهش زمان تست، تثبیت آمپلیکون با هیبریداسیون و تجهیزات ساده‌تر (مثل عدم نیاز به ترموسایکلر، تجهیزات الکتروفورز و لامپ اشعه ماورای بنفش)

## کاربردها و مزایا
LAMP یک تکنیک نسبتاً جدید برای تکثیر DNA است که به خاطر هزینه کم و سادگی می‌تواند مزایای زیادی به همراه داشته باشد.LAMP این توانایی را دارد که به عنوان یک تست غربالگری ساده در زمینه مراقبت توسط پزشکان مورد استفاده قرار گیرد. از آنجایی که LAMP به صورت ایزوترمال است و نیاز به ترموسایکلر گران‌قیمت استفاده شده در PCR معمولی را از بین می‌برد، ممکن است یک روش بسیار مفید برای تشخیص بیماری‌های عفونی در کشورهای کم درآمد و متوسط باشد. در حالی که LAMP به‌طور گسترده برای تشخیص بیماری‌های عفونی مانند سل، مالاریا و بیماری خواب مطالعه می‌شود، در مناطق در حال توسعه هنوز به‌طور گسترده برای سایر پاتوژن‌های رایج معتبر شمرده نمی‌شود.
LAMP در مقایسه با PCR نسبت به مهارکننده‌های موجود در نمونه‌های پیچیده مثل خون حساسیت کمتر و مقاومت بیشتری دارد. علت این امر استفاده از DNAپلیمراز متفاوت (معمولاً پلیمراز Bst به جای پلیمراز Taq در PCR)می‌باشد. گزارش‌های متعدد حاکی از موفقیت‌آمیز بودن تشخیص پاتوژن‌ها در نمونه‌های کمتر فراوری شده مثل خون‌گرم شده یا در حضور نمونه بالینی می‌باشد. این ویژگی LAMP ممکن است در تنظیمات کم منابع یا کم زمینه مفید باشد، زیرا استخراج DNA یا RNA متعارف قبل از آزمایش‌های تشخیصی غیرممکن است.

## محدودیت‌ها
LAMP نسبت به PCR(متدوال‌ترین روش تکثیرDNA) تنوع کمتری دارد.LAMP عمدتاً به عنوان یک روش تشخیصی مفید واقع می‌شود ولی برای کلونینگ و هزاران کاربرد زیست‌شناسی مولکولی که با PCR انجام می‌شوند، ناکارآمد است؛ زیرا در روش LAMP از ۴یا۶ پرایمر استفاده می‌شود که ۶ یا ۸ ناحیه را در یک بخش نسبتاً کوچک از ژنوم، هدف قرار می‌دهد و چون طراحی پرایمر محدودیت‌های زیادی دارد، طراحی آن‌ها با چشم مشکل می‌شود. به‌طور کلی برای کمک به طراحی پرایمر، بسته‌های نرم‌افزاری رایگان یا تجاری مورد استفاده قرار می‌گیرند، گرچه محدودیت‌های طراحی پرایمر به معنای آزادی کمتر در انتخاب توالی هدف نسبت به PCR است.
در برنامه‌های تشخیصی باید نیاز به انتخاب یک توالی هدف مناسب (به عنوان مثال یک توالی محافظت شده در یک ژنوم بسیار متغیر ویروسی یا یک توالی هدف خاص برای سویه خاصی از پاتوژن) متعادل شود. توالی‌های چندگانه ممکن است برای پوشش سویه‌های متغیر از گونه‌های یکسان مورد استفاده قرار گیرند. با این وجود، داشتن چنین کوکتل پرایمرهایی ممکن است منجر به تکثیر نهایی غیراختصاصی شود.
رویکردهای Multiplexing برای LAMP کمتر از PCR توسعه یافته‌است. تعداد بیشتر پرایمر به ازای هر هدف در LAMP احتمال برهم کنش پرایمر-پرایمر را افزایش می‌دهد. محصول روش LAMP یک مجموعه به هم پیوسته از منطقه هدف است که باعث ایجاد یک حالت نردبانی روی ژل می‌شود. بر خلافPCR که یک باند واحد روی ژل تشکیل می‌شود. اگر چه این مسئله هنگام شناسایی اهداف واحد مشکلی ایجاد نمی‌کند، اما برنامه‌های PCRچندگانه سنتی(end point) که در آن هویت یک هدف توسط اندازه باند بر روی ژل تعیین می‌شود با LAMP امکان‌پذیر نیست.Multiplexing در LAMP با انتخاب یک منطقه هدف با توالی محدود و دستیابی به تجزیه قبل از اجرا بر روی ژل انجام می‌شود. به طوری که هر محصول با اندازه خاص خودش مشخص می‌شود.اگرچه این روش باعث پیچیدگی پروتکل و طراحی تجربی می‌شود. استفاده از DNA پلیمراز جابجاکننده رشته در LAMP همچنین مانع استفاده از پروب‌های هیدرولیزکننده، مثل پروب‌های TaqMan، که بر فعالیت اگزونوکلئازی ۵'-۳ 'پلیمراز Taq تکیه می‌کنند، شده‌است. یک روش جایگزین real-time multiplexing بر اساس فلوئورسانس خنک‌کننده گزارش شده‌است.
رنگ Sybrgreen برای مشاهده real-time LAMP اضافه می‌شود. با این حال، در تکثیر نهایی، تکثیرپرایمر- دیمر ممکن است به سیگنال مثبت کاذب کمک کند. بر خلاف آزمایش‌های PCR مبتنی بر رنگ SYBR®green، تجزیه و تحلیل منحنی ذوب جهت بررسی حضور پرایمر-دیمر در LAMP قابل انجام نیست.